# 도미티우스 울피아누스

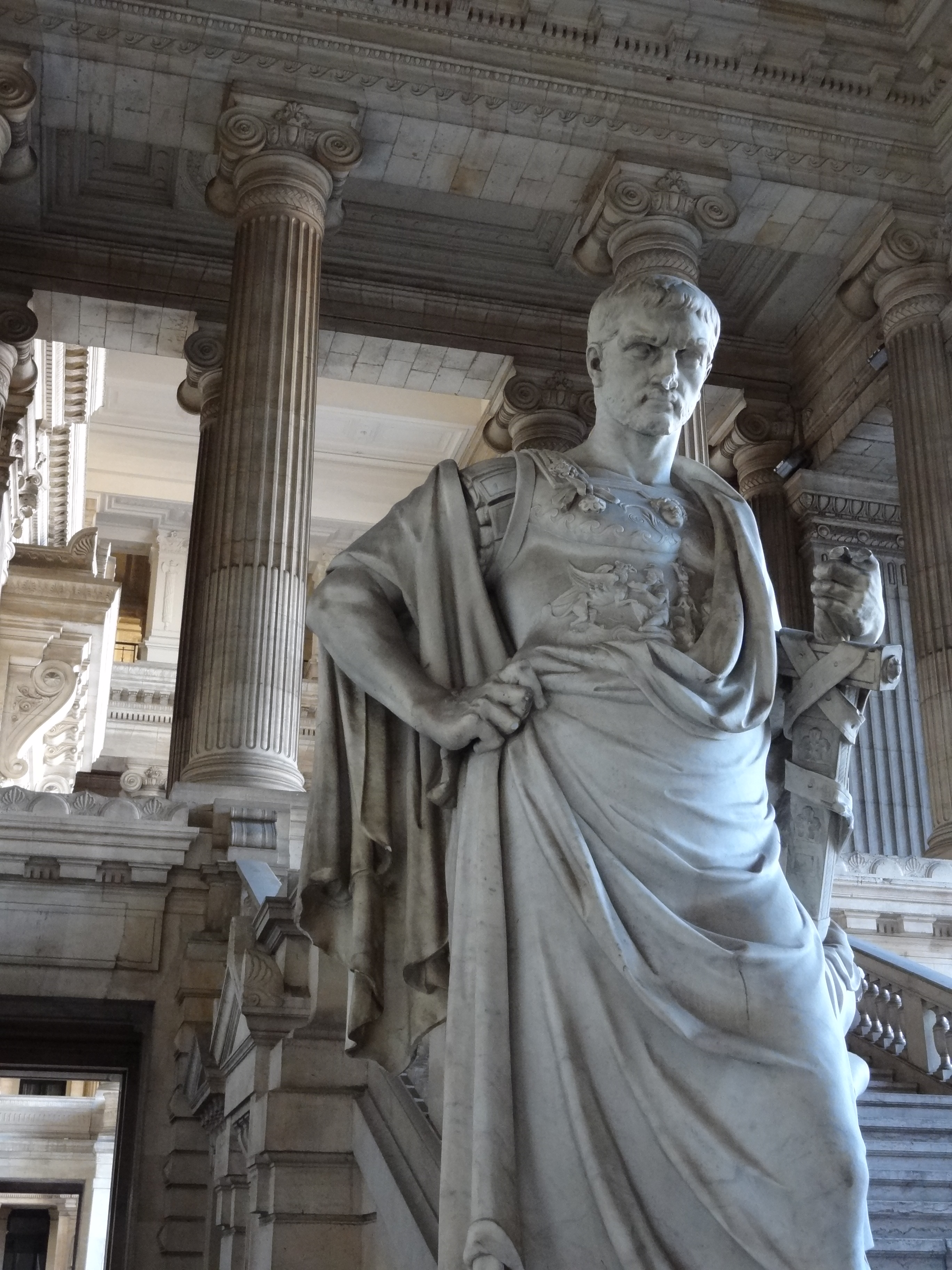
벨기에 대법원의 울피아누스 동상

도미티우스 울피아누스(Domitius Ulpianus, 170년? ~ 228년)는 3세기 페니키아 출신의 고대 로마의 법학자이다. 출생일은 불확실하며 211년 ~ 222년 경에 저술활동을 한 것이 알려져 있다. 주요저서로는 고시주해(告示註解, Libri ad edictum)가 있다.

## 로마법 대전
유스티니아누스 1세의 법전 편찬 작업에 영향을 끼쳤으며, 학설휘찬(學說彙纂, Digesta)의 2/5가 울피아누스 저서의 인용문이다. 학설휘찬은 6세기에 편찬되었고, 울피아누스는 3세기 법학자이다. 동시대 인물이 아니다.
루돌프 폰 예링은 로마법의 정신에서 "로마는 정치제도, 법률, 기독교로 세계를 세 번 정복하였다."고 말했다. 로마법은 로마법 대전을 말하고, 로마법 대전은 모든 불문법을 학설휘찬에 모았으며, 학설휘찬의 내용만 재판에서 불문법으로 인용할 수 있게 강제했는데, 학설휘찬의 2/5가 울피아누스 저서의 인용문이다. 그만큼 '로마법=울피아누스'의 의미가 있다.
현재 유럽 상당수 국가들의 대법원에는 울피아누스 동상이 세워져 있다.

## 생애
세베루스 알렉산데르 황제 시기에 등용되어 많은 업적을 남겼으나 세베루스의 어머니 율리아 마메아에게 실각되었다가, 황제의 면전에서 반대파에게 살해되었다.

## 명언
- 즉, 훌륭한 켈수스가 정의한 바, 법은 선과 형평의 기술이다. (nam, ut eleganter celsus definit, ius est ars boni et aequi.).[1]
- 황제는 법에 구속되지 않는다. (주권, 주권면제 참조)
- 로마 자신을 위한 법은 공법이요, 각 개인의 이익을 위하여 존재하는 법은 사법이다. (공법 참조)
- 태양과 대기 그리고 바다는, 우선 그것이 자연적으로 형성되었고 그리고 결코 어느 누구의 통치하에도 놓인 적이 없기 때문에, 만인이 이용할 수 있도록 태생적으로 개방된 것이다. (해양법)
- 이것은 진실로 지나치게 심하다. 그러나 그게 바로 기록된 법이다.(quod quidem perquam durum est, sed ita lex scripta est.)[2] — 이는 흔히 ‘악법도 법이다’로 알려져 있다.

## 같이 보기
- 프라이펙투스 프라이토리오
- 판데크텐
- 아이밀리우스 파피니아누스
- 율리우스 파울루스